# L'Ateneu El Lauro (la Selva del Camp)
L'Ateneu El Lauro, L’Ateneu, o El Casino, com se’l coneixia popularment, és un edifici situat al Carrer Major de la Selva del Camp (Baix Camp). L'edifici de L'Ateneu va ser construït l'any 1878. Es tracta d'un equipament cultural.

## Història
L'Ateneu va ser la societat recreativa que va articular la vida associativa de la Selva del Camp de manera hegemònica al llarg del segles XIX i XX. Aquesta entitat era en l'espai on la classe dirigent es distreia i feia negocis i política. Al voltant d'aquesta entitat es van anar constituint diferents agrupacions corals, musicals i còmiques, com El Pensil. Però aquesta nova sociabilitat burgesa anava més enllà de l’oci, també comprenia el món del treball.
Durant la segona dècada del segle xx, l’Ateneu va començar a ser l'entitat que coordinava la Selva del Camp. El nombre de socis va augmentar i això va generar desavinences entre alguns socis i el grup dirigent, que era conservador i estava relacionat amb l'Ajuntament. En aquest moment, el 1926, va néixer la Defensa Agrària, una entitat formada pels sectors contraris al poder local que governava el municipi durant la dictadura de Primo de Rivera (1923-1930). Amb la proclamació de la Segona República, el 1931, l’Ateneu es va mantenir en la seva postura conservadora, mentre que la Defensa Agrària es va vincular amb el republicanisme, el catalanisme i l’obrerisme. El 1936, amb el cop d’estat i la revolució posterior, l’Ateneu va ser confiscat i convertit en seu de l’Escola Nova Unificada i del Socors Roig Internacional.
Durant els primers anys de la dictadura franquista, l’Ateneu va ser un mitjà transmissor dels valors nacionalcatòlics del nou règim. No obstant això, l'entitat va continuar oferint diferents espectacles. A la dècada de 1970, una nova generació va liderar l'entitat i va començar a oferir recitals vinculats a la Nova Cançó o la celebració del Congrés de Cultura Catalana, l’agost de 1977. A més a més, en relació amb la política, l’Ateneu va acollir diferents mítings dels líders de les principals forces antifranquistes catalanes.
Durant la dècada de 1980 i 1990 l’Ateneu va continuar sent una entitat oberta al poble i oferia la seva sala d’espectacles per als esdeveniments populars que ho desitgessin, com ara obres de teatre puntuals.